# 李兴旺 (1962年)
李興旺（1962年7月—），山西省臨猗縣人。男，汉族。1984年7月参加工作，1984年7月加入中国共产党，大学学历，副教授。中華人民共和國政治人物。

## 人物履歷
1980年9月考入西安交通大学，在机械系焊接专业学习，畢業後留校任教，歷任西安交通大学机械系政治辅导员、团工委书记、党支部书记、社会科学系党支部书记兼任机械系政治辅导员；西安交通大學团委副书记、党支部委员，期間，李興旺曾於
1987年9月至1989年8月，在社科系思想政治教育专业学习。
1992年12月至1998年12月歷任西安交通大学機械工程學院黨委副書記、西安交通大學党委组织部副部长。
1998年12月調陕西省委办公厅任正处级秘书；2003年4月至2006年11月任陕西省人大常委会副秘书长、机关党组成员；
2006年11月至2013年2月，升任正廳級，任陕西省委副秘书长；2013年2月至2015年11月任陕西省委高等教育工作委员会副书记、陕西省教育厅厅长、党组书记，2013年12月兼任省高等教育局局长；
2015年11月升任副部級，任中共西北农林科技大学党委书记，直到2023年12月卸任。
2023年1月，当选为陕西省政协十三届副主席。